# Minbu District
Minbu District är ett distrikt i Myanmar.   Det ligger i regionen Magwayregionen, i den centrala delen av landet, 180 km väster om huvudstaden Naypyidaw.